# Castelo de Brax

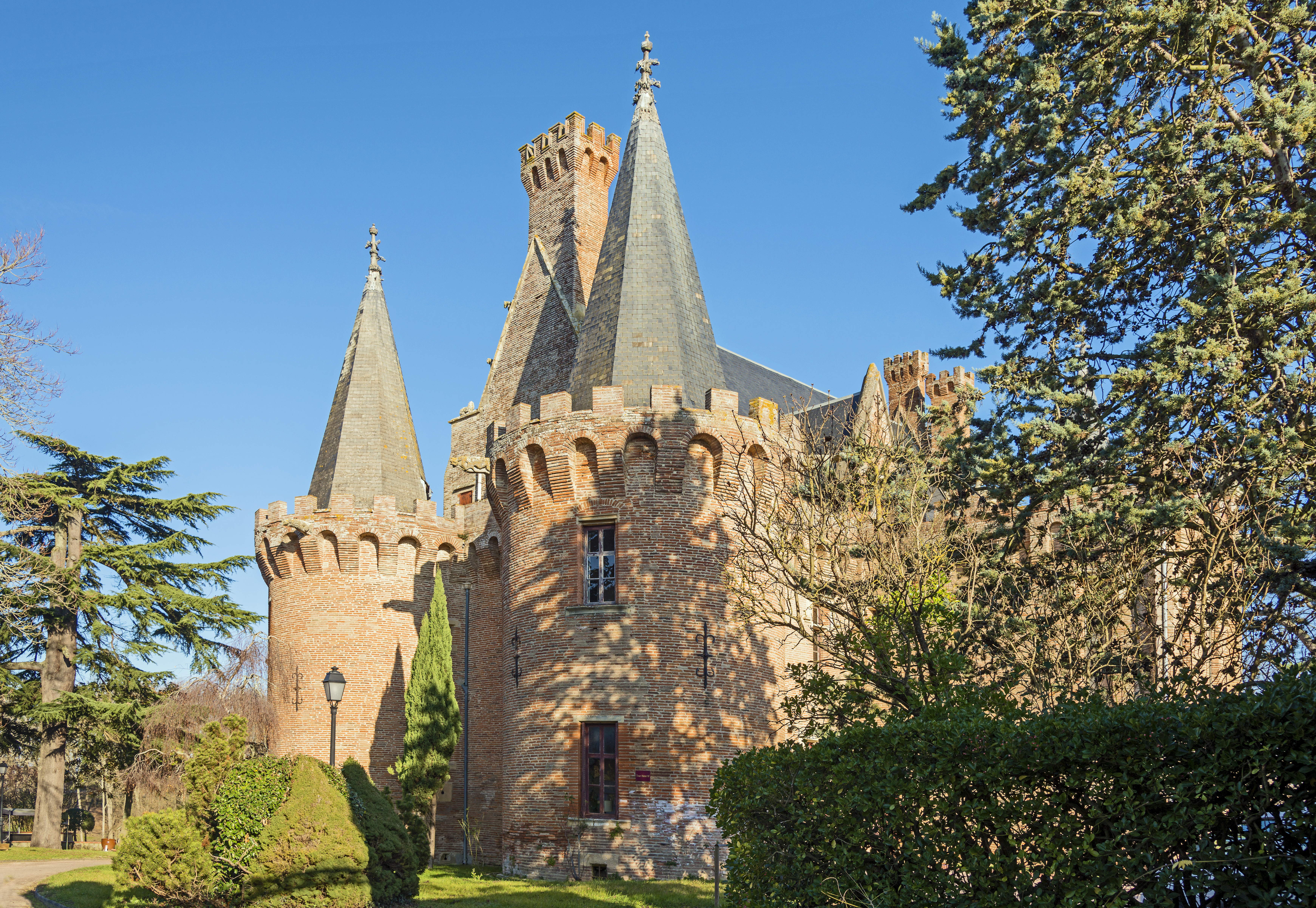

O Château de Brax é um castelo na comuna de Brax em Haute-Garonne, na França. Originalmente construído no século XIII, houve alterações e acréscimos nos séculos XVI e XVIII.

## Descrição
A estrutura é cercada por quatro torres circulares. A fachada posterior incorpora uma grande escadaria. As paredes de tijolo são ameiadas. A frente abre para um parque, e o acesso é feito por escada dupla.
Uma propriedade privada, está classificado desde 1946 como monumento histórico pelo Ministério da Cultura da França.